# Miguel Sotelo
Miguel Sotelo (22 de junio de 1933, Los Mochis, Sinaloa - 6 de julio de 2007, Chihuahua, México) fue un lanzador derecho y manejador de béisbol profesional mexicano que jugó 38 temporadas en distintos circuitos, entre ellas la Liga Mexicana de verano (LMB) y la Liga Mexicana del Pacífico (LMP). Tiró dos juegos sin hit ni carrera. Miembro del Salón de la Fama del Béisbol Mexicano. Medía 1.90m de estatura. 
Se retiró en 1968 con 133 victorias y 115 derrotas en la LMB, y con récord de 130-80 en Liga de la Costa del Pacífico (LMP).

## Primeros años
Desde muy niño vivió en Nogales Sonora, donde cursó la primaria, secundaria y preparatoria. Antes de meterse de lleno a la pelota Sotelo fue un excelente basquetbolista, habiendo participado en torneos estatales y nacionales defendiendo los colores de México.
En 1950 se fue a Guadalajara, a estudiar odontología en la Universidad de Guadalajara, pero no terminó, porque se salió dos semestres antes de concluir la carrera, para irse a jugar béisbol.

## Liga Arizona - México -Texas
Tenía 20 años de edad cuando debutó en 1953 con los Águilas de Mexicali de la Liga Arizona-Texas, dirigido por Adolfo Luque, “El zorro plateado” a quien el mochitense consideró su gran maestro. A Miguel Sotelo le llamaban “Chile” en Mexicali, ya que era muy delgado y alto, “así como las varillas de cachanilla”. Más tarde también tendría los apodos de Mike y “Miguelón” por su estatura. En 1955, fue transferido a la Liga Arizona-México, donde se destacó con los Mineros de Cananea lanzando un juego sin hits contra los Phoenix Stars.

## Ligas Menores
Estuvo 16 temporadas en el extranjero. 5 en ligas menores y 11 en otras ligas. En 1954 estuvo bajo las órdenes de George Genovese en un equipo de ligas menores en Hutchinson de Kansas, club inferior de los Piratas de Pittsburgh.

## Liga Mexicana
Fue un lanzador derecho que participó 12 temporadas en la Liga Mexicana (1956- 67). En 1956 debutó en la Liga con los Tigres del México (1956-58), para continuar su carrera como jugador con los equipos, Tecolotes de Nuevo Laredo, (1958-59, 68), Pericos de Puebla (1960-66) -con quien logró 24 victorias en 1963 para ayudarlos a conquistar el banderín- y, los Broncos de Reynosa (1967).
Se retiró como jugador a los 35 años en 1968, para continuar como manejador.

### Manejador
Fue manejador por 17 temporadas en la Liga Mexicana, para 10 diferentes equipos logrando un campeonato.
Sotelo inició su carrera como manejador en 1968 con los Tecolotes de Nuevo Laredo, para luego dirigir a los Broncos de Reynosa (1969-1970), a los Alijadores de Tampico (1971), Pericos de Puebla (1972), Sultanes de Monterrey (1973, 74,75,76, 1986), Mineros de Monclova (1977), Tecolotes de Nuevo Laredo (1978), Rojos del Águila de Veracruz (1979–1980), Olmecas de Tabasco (1987, 1990) y Acereros de Monclova (1988). En 1969 consiguió ganar el campeonato de liga con los Broncos de Reynosa, frente a Sultanes de Monterrey.
Tuvo cargos directivos, además de ser instructor. En 2006, continuaba en el béisbol como buscador de talentos y Asesor Deportivo de los Dorados de Chihuahua.

## Liga del Pacífico
De 1954 a 1958 jugó para los Cañeros de Los Mochis. En su primer año tuvo un récord de 18–6 marca se mantiene vigente en "Liga Arco". También logró el récord de 13 victorias consecutivas con los Cañeros de Los Mochis (1957-58).
Se contrató con Los Naranjeros de Hermosillo (58-59). En la campaña 1960-61 fue líder en juegos ganados con Hermosillo al terminar con récord de 17-3; en triunfos y afrentas, cuando Hermosillo fue bicampeón en las temporadas 1960-61 y 1961-62.
Fue el primer lanzador naranjero en lanzar un juego sin hit ni carrera el de 9 de febrero de 1963, contra Mayos de Navojoa, con un 2-0. En otra ocasión se quedó a sólo un out de lograr uno más. Sotelo estuvo en la organización hermosillense de 1958-59 hasta la 1966-67, y consiguió 90 victorias, 792 ponches y un 2.57 en efectividad.
Dos veces fue Jugador Más Valioso, siendo clave junto con Héctor Espino para que los Naranjeros obtuvieran tres banderines en la primera parte de la década de los 60.
Tiene el récord de más temporadas en juegos completos y consecutivos (4); más cierres en un año (7, empatado con Emilio Ferrer, “Panchillo” Ramírez, José “Peluche” Peña, Jorge Rubio y Mercedes Esquer), así como más campañas siendo líder en ganados (3), empatado también con José Peña.
Está entre los mejores lanzadores en efectividad con 2.43, en victorias con 93, en blanqueadas con 19, fue tres veces campeón en ponches con Hermosillo, y esta entre los mejores ponchadores de la historia con 811 en la Liga de la Costa del Pacífico. Campeón en blanqueadas con 7 en la temporada 1961-62 con los Naranjeros.
Para los Naranjeros de Hermosillo, está considerado como el mejor lanzador derecho de todos los tiempos, y por ello retiró su número 19, el 20 de octubre de 2007.
Participó con los Tomateros de Culiacán en 1967. En la fue mánager con los Yaquis de Cd. Obregón, Ostioneros de Guaymas y los mismos Naranjeros de Hermosillo.  

## Legado
En 1985, Sotelo fue consagrado en el Salón de la Fama del Béisbol Profesional Mexicano y en 1993 al Salón de la Fama del Deporte Ahomense, el 15 de diciembre del 2023.
Se casó con Leticia Campbell Vda. De Sotelo con quien procreó 5 hijos: Jesús Santiago, Alán, Fernando y Lupita.